# Robert Buckland
Robert James Buckland Consejero de la reina (nacido el 22 de septiembre de 1968) es un político británico y abogado que en la actualidad es Lord Canciller y Ministro de Justicia desde 2019 en el gabinete de Boris Johnson. Miembro del Partido Conservador, ha sido miembro de parlamento (MP) por Swindon South desde las elecciones generales del Reino Unido de 2010. Apoyó la afiliación del Reino Unido a la  Unión Europea durante el Referéndum sobre la permanencia del Reino Unido en la Unión Europea de 2016; sirvió como Solicitor General por Inglaterra y Gales desde 2014 hasta 2019, y entonces se convirtió en el secretario de Estado de Prisiones, un oficio que tuvo por menos que tres meses. 